# Live Free or Die (Breaking Bad)
"Live Free or Die" es el primer episodio de la quinta temporada de la serie dramática de televisión estadounidense Breaking Bad, el primer episodio de la primera parte de la temporada y el episodio 47 en general de la serie. Escrito por el creador de la serie Vince Gilligan y dirigido por Michael Slovis, se emitió originalmente en AMC en los Estados Unidos el 15 de julio de 2012.
El episodio lleva el título del lema oficial del estado estadounidense de New Hampshire, que se ve en una placa de matrícula en la apertura.

## Trama
El episodio comienza con un flashforward al 7 de septiembre de 2010; Walter White, quien ahora presenta pelo en su cabeza y una barba desaliñada se encuentra en un restaurante comiendo un desayuno por su cumpleaños n°52.En un momento, se dirige a los baños y le compra ilegalmente una ametralladora de Lawson que está escondida dentro de la cajuela de un automóvil.
De regreso al presente, después de matar a Gus, Walt regresa a su casa y se deshace de las evidencias de la bomba que lo mató y la planta que usó para envenenar a  Brock Cantillo. Cuando regresa a casa y lo ve, Skyler intenta no hablar con Walt y le explica que ahora le tiene miedo. Walt recuerda de repente las cámaras de vigilancia que Gus instaló en el superlaboratorio y se da cuenta de que las imágenes que Gus pudo haber recopilado podrían incriminarlo; al mismo tiempo, Hank pone su atención en las cámaras al visitar el destruido laboratorio.
Al día siguiente, Mike, aún recuperándose de sus heridas, se entera de la muerte de Gus y regresa furioso a Nuevo México. Se encuentra en el camino con Walt y Jesse y apunta su arma para matar a Walt, pero Walt y Jesse lo convencen de que el problema con la computadora portátil de Gus, que ha sido incautada por la policía como evidencia, debe ser tratado.
Mike aconseja a todos que abandonen la ciudad, ya que la policía inevitablemente los encontrará en las imágenes de la cámara del laboratorio. Mike y Walt discuten sobre la mejor opción hasta que Jesse sugiere que podrían usar un imán para destruir la computadora portátil y cualquier evidencia de sus crímenes. Juntos, Jesse y Walt traman un plan para usar un electroimán industrial (adquirido de Old Joe en el depósito de chatarra) para destruir la computadora portátil desde el exterior del edificio de la policía. Lo logran, a pesar de verse obligados a abandonar el camión. Mientras se alejan, Walt desafía las dudas de Mike de que todo está arreglado.
Mientras tanto, Saul Goodman se acerca a Skyler en el lavado de autos y le dice que Ted sobrevivió a la lesión de su encuentro con Kuby y Huell. Skyler visita a Ted en el hospital y descubre que le han puesto un halo. Un Ted intimidado le dice que permanecerá en silencio sobre la causa de su lesión. Más tarde, Walt discute con Saul sobre el hecho de que el abogado no le informó sobre el rescate de Skyler a Ted. Se revela que se le dijo a Huell que robara el cigarrillo de ricina de Jesse, razón por la cual Jesse creía que se había perdido; Saul le presenta el cigarrillo a Walt en una bolsa de plástico y comenta que no tenía idea de que Walt iba a envenenar a Brock para matar a Gus. Saul intenta poner fin a su relación comercial con Walt, pero Walt le dice amenazante: "Esto se termina cuando yo lo diga".

## Producción
En julio de 2011, el creador de la serie, Vince Gilligan, indicó que tenía la intención de concluir Breaking Bad con la quinta temporada. A principios de agosto de 2011, comenzaron las negociaciones sobre un acuerdo con respecto a la quinta y posible última temporada entre la cadena AMC y Sony Pictures Television, la productora de la serie. AMC propuso una quinta temporada más corta (de seis a ocho episodios, en lugar de 13) para reducir costos, pero los productores se negaron. Luego, Sony se acercó a otras redes de cable sobre la posibilidad de retomar el programa si no se podía llegar a un acuerdo.  El 14 de agosto de 2011, AMC y el equipo de producción de Breaking Bad acordaron renovar la serie por 16 episodios finales. El rodaje de la temporada comenzó el 26 de marzo de 2012.
Luego de una disputa entre AMC y Dish Network que llevó a que Dish abandonara AMC a partir del 1 de julio de 2012, AMC publicó el episodio en línea para su transmisión. El episodio es el más corto de la serie, con una duración de aproximadamente 43 minutos.

## Recepción

### Calificaciones
"Live Free or Die" fue el episodio más visto en la historia de Breaking Bad hasta ese momento, con 2,93 millones de espectadores.

### Reseñas
En 2019, The Ringer clasificó a "Live Free or Die" como el 23º mejor episodio de la serie.